# Třetí cesta (politika)
Termín třetí cesta odkazuje na různé politické postoje, které se snaží uvést do souladu pravicovou a levicovou politiku vytvořením syntézy pravicové ekonomické politiky a levicové sociální politiky.
Třetí cesta není pouhým kompromisem levicové a pravicové politiky, klade si za cíl vytvořit politickou alternativu, která by byla přijatelná pro nejširší vrstvy obyvatelstva v nových podmínkách globalizovaného postindustriálního světa.

## Hlavní hodnotové předpoklady a důrazy politiky třetí cesty
Hlavními hodnotovými předpoklady se stává zdůraznění individuálního spojení práv s povinnostmi a moci s demokratickými principy. Podle této politické teorie by měl stát klást důraz na stimulaci občanské společnosti (která by částečně zajišťovala sociální služby a zároveň zapojovala občany do účasti na politickém životě), dále na tržní ekonomiku se státními intervencemi s důrazem na veřejný zájem (investice do zdravotnictví, vzdělávání, výzkumu).
Politika třetí cesty obsahuje rovněž zájem o ekologii, snahu o demokratizaci rodiny (sladění rodinného a pracovního života) a staví se pozitivně k multikulturalismu (prosazuje ideu kosmopolitního národa).